# Харрикана (река)
Харрикана (англ. Harricana River) — река на западе провинции Квебек и на северо-востоке провинции Онтарио в Канаде.
Берёт начало в озере Блоуин севернее города Валь-д'Ор в Квебеке. У своего истока протекает через ряд озёр: Де Монтини (фр. De Montigny), Лемуан (фр. Lemoine), Мурье (фр. Mourier), Малартик (фр. Malartic), Ла Мот (фр. La Motte) и Фигери (фр. Figuery). Харрикана течёт в общем направлении на северо-запад и впадает в бухту Ханна залива Джеймс в Онтарио. Длина составляет 533 км, площадь бассейна — 29 300 км², расход воды — 570 м³/с. 80 % площади бассейна приходится на Квебек и 20 % — на Онтарио.
Главные притоки: Пламандон, Самсон, Берри и Тюржон.

## История

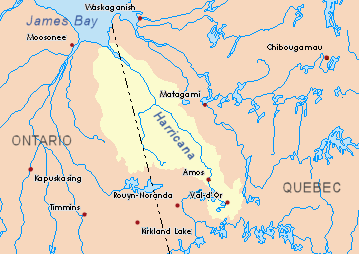
Карта бассейна реки Харрикана

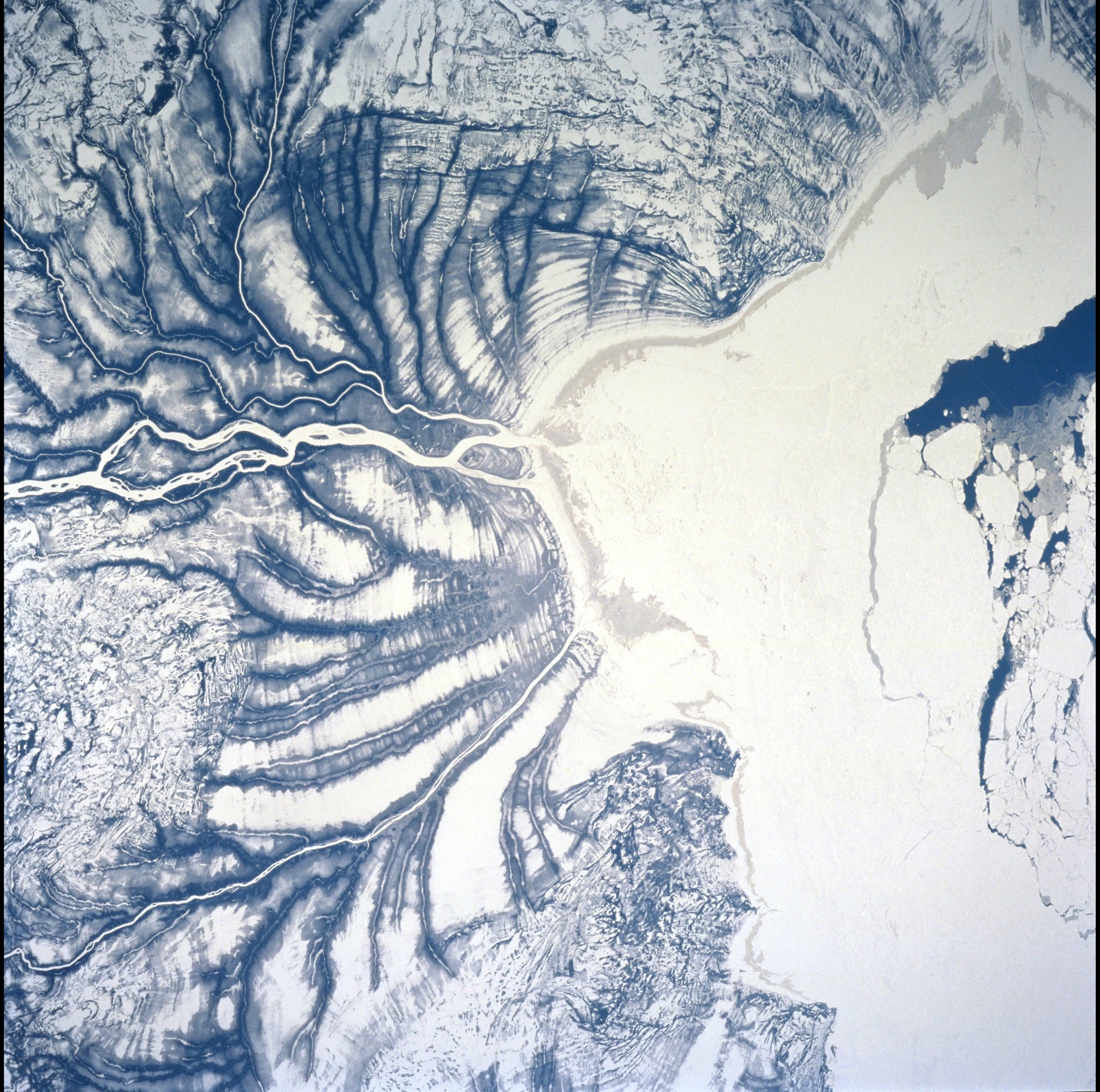
Бухта Ханна и река Харрикана (слева). Спутниковый снимок NASA

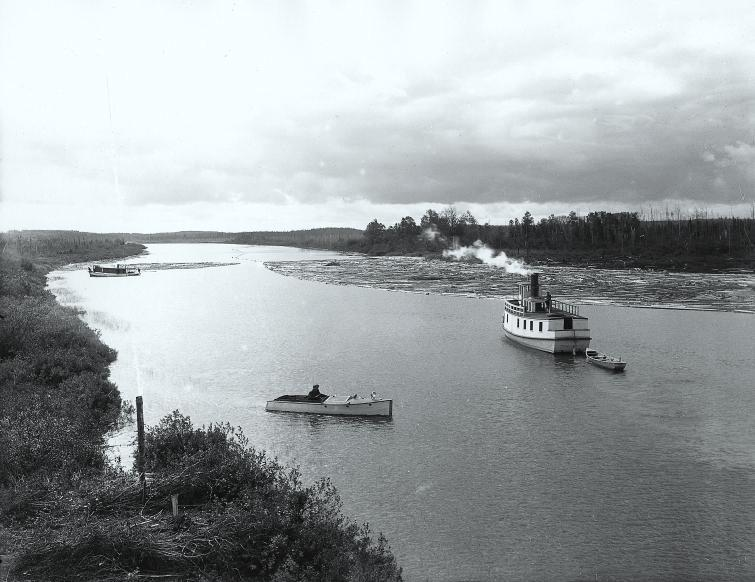
Харрикана в 1916 году

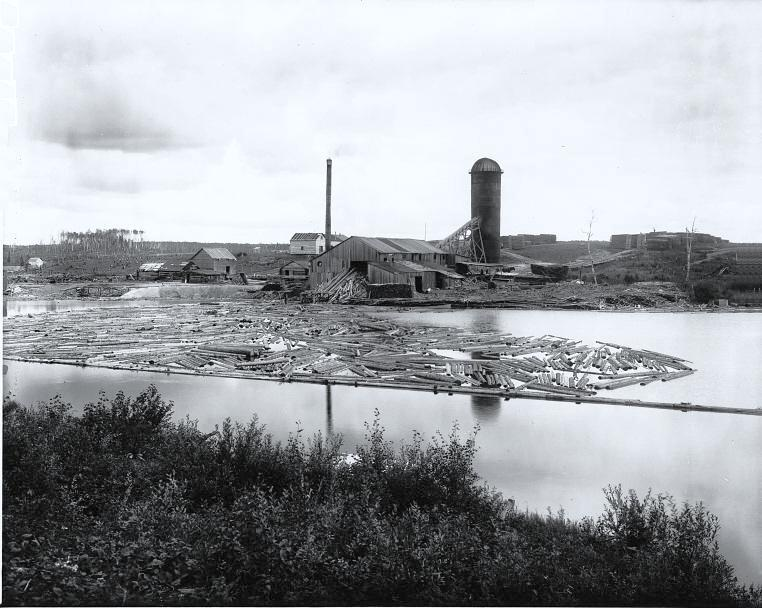

Так как река Харрикана впадает в залив Джеймс, который является частью Гудзонова залива, то весь её бассейн был частью Земли Руперта, де-факто принадлежавший Компании Гудзонова залива с 1670 года. В 1801 году Александр Маккензи нанёс на карту весь маршрут реки и впервые дал ей имя Харрикано (Harricanaw River). В 1835 году на карте Брэдфорда река была названа Харрикана (Harricana River). По Акту 1868 года река и её бассейн отошли к Доминиону Канада, а в 1898 году официально присоединены к провинции Квебек. С этого времени началась колонизация и заселение верхней Харриканы.
В 1906 году Генри O’Салливан исследовал берега Харриканы и уже в 1908 году на её берегах появились лагеря для снабжения строившейся трансконтинентальной железной дороги. Несколькими годами позже, в 1910 году, первые колонисты прибыли на то место, где железная дорога пересекает реку, и где сейчас находится город Эймос.